# Doru Sechelariu
 (mars 2018).
Pas d'image ? Cliquez ici
Doru Sechelariu (né le 19 novembre 1992 à Bacău, Roumanie) est un pilote automobile roumain.

## Carrière
- 2006 : Formule BMW Europe 15e
- 2007 : Formule BMW Europe 15e
- 2008 : Formule Renault 1.6 Belgique 6e
- 2009 : Formule Renault 1.6 Belgique
- 2010 : GP3 Series, avec l'écurie Tech 1 Racing